# Жебріанська гряда
Жебріанська гряда — піщана гряда на півночі дельти Дунаю, розташована на південному заході Одеської області України. По гряді проходить автодорога Вилкове — Татарбунари. Пасма розташоване на території Дунайського біосферного заповідника.
Жебріанська гряда складена приморськими пісками, покритими штучними сосновими посадками. До засаджування сосною на гряді зберігалися напівпустельні екосистеми, після посадки від них залишилися одиночні фрагменти. Багата ентомофауна — на гряді знайдено більше 20-ти червонокнижних видів комах.
Жебріанська гряда сформувалася приблизно 3-4 тисячі років тому на березі мілководної затоки Чорного моря, яка існувала на місці сучасної дельти Дунаю.